# 保母武彦
保母 武彦（ほぼ たけひこ、1942年1月3日 - ）は、日本の経済学者、財政学者。島根大学名誉教授、元島根大学副学長。日本財政学会顧問。中国寧夏大学客座教授。岐阜県出身。

## 人物
学問としての専門領域は、財政学、地方財政論、地域経済論であるが、「研究者は、社会的に発言をしていかねばならない」という信条から、「豊かな汽水域を後世に活かす市民会議」代表、「21世紀環境委員会」委員、「日本環境会議」理事、「自治体問題研究所」理事等を務め、多くの環境保全運動、市民運動を科学面、理論面から支える指導者としての活動をしている。
特に、全国的に「無駄な大型公共事業」として知られた「宍道湖・中海の干拓・淡水化事業」を、2000年に中止に追い込んだ住民運動においては、それを支えた団体（財団法人・宍道湖・中海汽水湖研究所：2006年朝日新聞明日への環境賞受賞）の代表者として、中心的役割を担った。

## 経歴
- 1967年 名古屋大学経済学部卒業
- 1979年 大阪市立大学大学院経営学研究科博士課程修了
- 1979年 島根大学法文学部助教授
- 1984年 島根大学法文学部教授
- 2003年 島根大学副学長
- 2006年 島根大学名誉教授
- 2008年 中国寧夏回族自治区銀川市から銀川市栄誉市民の称号を授与された。

## 主な公職
- （財）宍道湖・中海汽水湖研究所理事長
- 豊かな汽水域を後世に活かす市民会議代表
- 世界湖沼会議企画推進委員会委員
- 日本環境会議理事
- 自治体問題研究所理事
- 自治体学会運営委員
- 日本地方財政学会理事
- 日本財政学会理事

## 著書

### 単著
- 『よみがえれ湖』（同時代社、1989年）
- 『日本のダムを考える』（岩波ブックレット、1995年）
- 『内発的発展論と日本の農山村』（岩波書店、1996年）
- 『内発的発展による地域産業の振興』（北海道町村会、1999年）
- 『公共事業をどう変えるか』（岩波書店、2001年）
- 『市町村合併と地域のゆくえ』（岩波ブックレット、2002年）
- 『「平成の大合併」後の地域をどう立て直すか』（岩波ブックレット、2007年）
- 『日本の農山村をどう再生するか』（岩波書店、2013年）

### 共著
- （河合博司・佐々木忠・平岡和久）『夕張破綻と再生――財政危機から地域を再建するために』（自治体研究社、2007年）
- （菅野典雄・佐藤力・竹内昰俊・松野光伸）『小規模自治体の可能性を探る』（公人の友社、2010年）
- （関耕平・会下和宏・田中義昭・岡崎勝彦・政森進・有田恭二・飯野公央）『三江線の過去・現在・未来――地域の持続可能性とローカル線の役割』（今井出版、2017年）

### 共編著
- （木佐茂男・五十嵐敬喜）『地方分権の本流へ――現場からの政策と法』（日本評論社、1999年）
- （木佐茂男・五十嵐敬喜）『分権の光集権の影――続・地方分権の本流へ』（日本評論社、2003年）
- （根本良一）『「内省不疚」の心でまちをつくる―「合併しない宣言の町」の自立推進計画』（自治体研究社、2003年）
- （根本良一）『元気な子どもの声が聞こえる町をつくる―矢祭町＝「合併しない町」の地域自立設計』（自治体研究社、2006年）
- （陳育寧）『中国農村の貧困克服と環境再生――寧夏回族自治区からの報告』（花伝社、2008年）
- （長谷川公一・尾崎寛直）『岐路に立つ震災復興――地域の再生か消滅か』（東京大学出版会、2016年）

### 監修
- （川上誠一）『＜新版＞宍道湖物語――水と人とのふれあいの歴史』（藤原書店、1997年）
- （日本自治体労働組合総連合政策運動局編）『小さくても元気な自治体―強制合併を超える「もう一つの道」』（自治体研究社、2002年）
- （しまね地域自治体研究所編）『どうする地域間「不平等」社会――島根発地方再生への提言』（自治体研究社、2007年）